# Michael Wacha
Michael Joseph Wacha (ur. 1 lipca 1991) – amerykański baseballista występujący na pozycji miotacza w St. Louis Cardinals.

## Przebieg kariery
Wacha studiował na Texas A&M University, gdzie w latach 2010–2012 grał w drużynie uniwersyteckiej Texas A&M Aggies. W 2012 został wybrany w pierwszej rundzie draftu z numerem 19. przez St. Louis Cardinals i początkowo grał w klubach farmerskich tego zespołu, między innymi w Memphis Redbirds, reprezentującym poziom Triple-A. W Major League Baseball zadebiutował 30 maja 2013 w meczu przeciwko Kansas City Royals.
7 października 2013 zaliczył pierwszy występ w postseason i był bliski rozegrania no-hittera; w meczu numer 4 National League Division Series pomiędzy Cardinals a Pittsburgh Pirates oddał tylko jedno uderzenie w drugiej połowie ósmej zmiany po home runie Pedro Álvareza. W National League Championship Series, w których Cardinals mierzyli się z Los Angeles Dodgers zagrał w dwóch spotkaniach, zaliczył dwa zwycięstwa przy wskaźniku ERA 0,00, 13 strikeoutów i został wybrany najbardziej wartościowym zawodnikiem tej serii.
W lipcu 2015 został po raz pierwszy w karierze powołany do NL All-Star Team.

## Nagrody i wyróżnienia
| Nagroda/wyróżnienie | Lata | Źródło |
| All-Star            | 2015 | [ 7 ]  |
| NLCS MVP            | 2013 | [ 6 ]  |